# Enrico Dandolo
Enrico Dandolo (latinsky: Henricus Dandolus, 1107 Benátky – 21. června 1205 Konstantinopol) byl benátský dóže a vládl Benátské republice v letech 1193 až 1205. Sehrál významnou roli ve čtvrté křížové výpravě, kterou vedl jako slepý stařec proti Byzantskému císařství, a vyplenění Konstantinopole. V 19. století italské námořnictvo na jeho počest spustilo na moře bitevní loď pod názvem Enrico Dandolo.

## Život
Narozen v Benátkách, byl ze společensky a politicky významné benátské rodiny. Jeho otec Vitali byl blízkým poradcem dóžete Vitala II. Michaela a jeho strýc, jehož byl Enrico jmenovcem, byl patriarchou z Grada, nejvyšší církevní pozice v Benátkách. Oba tito muži se dožili požehnaného věku a mladý Enrico jimi byl zastíněn než dosáhl svých šedesáti let. Během té doby sloužil republice jako diplomat – velvyslanec ve Ferraře a bailus v Konstantinopoli.
Dandolova první důležitá politická role přišla během krize v letech 1171 a 1172. V březnu roku 1171 byzantská vláda zabavila zboží tisícovkám Benátčanů žijícím v říši, a poté je všechny uvěznila. Dóže nechal shromáždit odvetnou výpravu, která ovšem skončila s příchodem moru roku 1172. Při návratu do Benátek byl dóže Michael zabit rozhněvanou chátrou. Enricovi Dandolovi se podařilo hanebné smrti uniknout a příštího roku byl zvolen velvyslancem v Konstantinopoli.
Během následujících let se Dandolo dvakrát ujal velvyslanecké mise k sicilskému králi Vilémovi II., a poté se vrátil roku 1183 do Konstantinopole k vyjednávání o obnovení benátské čtvrti ve městě.
Benátčanům se příliš nedařilo najít diplomatické řešení neshod s Byzantskou říší. Obnovené vyjednání začalo po dvanácti letech a v roce 1186 vedlo k dohodě, ale předchozí epizody vytvořily v Dandolovi hlubokou nenávist k Byzanci a jejím obyvatelům.

## Dóže
1. ledna 1193 se Dandolo stal čtyřicátým druhým benátským dóžetem. Starý a slepý, ale vysoce ambiciózní, ukázal obrovskou psychickou a fyzickou odolnost. Měl mimořádně vyvinutý smysl pro realizaci svých vlastních plánů v souladu s blahem a prospěchem benátské republiky.
O dva roky později nařídil reformaci benátského měnového systému. Představil velké stříbrné groše, které měly hodnotu 26 denárů a čtvrťáky o hodnotě čtvrt denáru. Také dal znovu do oběhu bianco o hodnotě půlky denáru, které nebyly raženy po dvacet let. Poničil hodnotu denáru, ovšem groše držely složení 98,5% čistého stříbra, aby zajistily jeho nepoužití v zahraničním obchodu. Enricovy revoluční změny udělaly z grošů dominantní měnu pro celý obchod ve Středomoří a přispěly k bohatství a prestiži Benátek. Krátce po uvedení groše do oběhu se denáru začalo říkat piccolo. Groš znamenal velký a piccolo malý.

## Čtvrtá křížová výprava

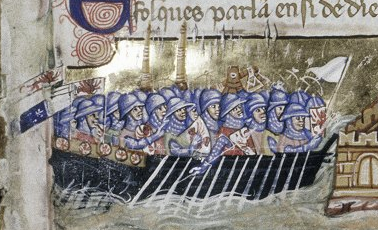
Benátská flotila při dobývání Konstantinopole

Okolo roku 1200 se na Benátky obrátili velitelé křižáckého vojska se žádostí o přepravu. V dubnu 1201 Dandolo po předchozím váhání přislíbil, že křižákům zajistí přepravu a zásobování pro více než třicet tisíc účastníků výpravy za 85 tisíc stříbrných marek. Rytíři se v Benátkách zdrželi. Pomalu se scházející křižáci ztráceli bojové nadšení na plážích benátského ostrůvku Lido di Venezia a čekáním na spolubojovníky se zvyšovaly i jejich dluhy u Benátčanů. Vojáci se nedostavili v předpokládaném počtu a Benátčané trvali na dodržení smlouvy a zaplacení předem dohodnuté ceny za přepravu.
Enrico Dandolo tehdy využil jejich finanční tísně a přesvědčil je, že jim počká se splácením dluhu, nebude chtít finance před vyplutím, pokud pomohou benátské signorii s dobytím dalmatského města Zadar.
| „                                                                          | Pánové, vy jste vytvořili společenství nejlepších z lidí na celém světě, ve jménu nejvyššího úkolu, který jste na sebe vzali. Já jsem už starý a slabý a potřeboval bych pokoj a strádám tělesnými neduhy, ale vidím, že nikdo jiný než já nemůže vás provádět a vésti jako váš pán. Jestliže dáte souhlas k tomu, abych vzal kříž, abych vás chránil a velel vám... tak já půjdu spolu s vámi a s poutníky budu žít nebo zemřít... | “ |
| — vystoupení Enrica Dandola v Benátkách v kronice O dobytí Konstantinopole | |   |

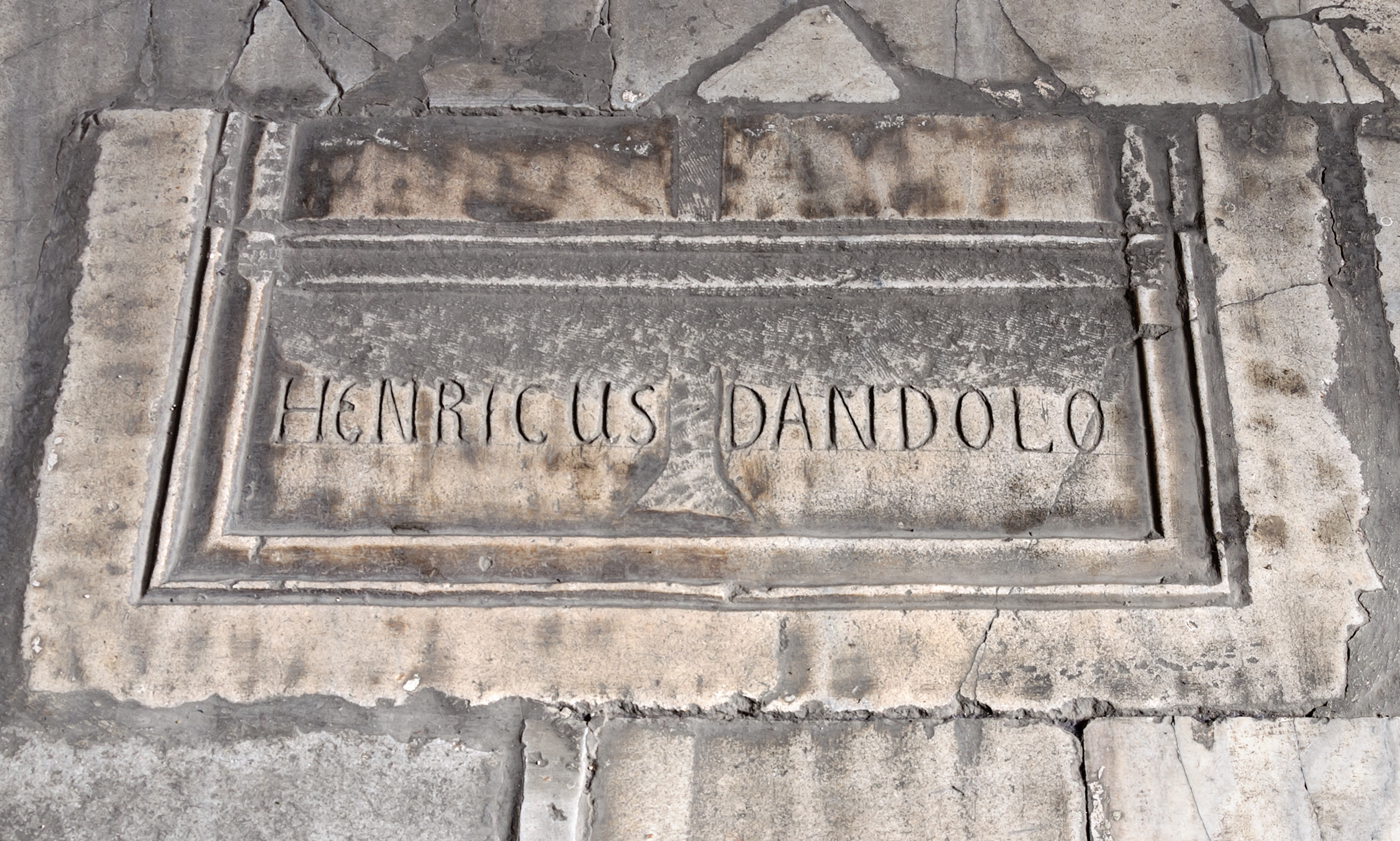
Pravděpodobné místo Dandolova hrobu (Hagia Sofia)

11. listopadu 1202 křižáci s Benátčany oblehli křesťanský Zadar a po krátkém obléhání jej dobyli. Během přezimování v dobytém městě je vyhledal Alexios Angelos, syn sesazeného byzantského císaře Izáka II. společně s posly římského krále Filipa Švába a předložil křižákům lákavou nabídku. Požadoval po nich, aby při cestě do Egypta udělali zastávku v Konstantinopoli a za úplatu v podobě 200 tisíc marek dobyli pro něj zpět byzantský trůn. Křižáci se nemohli shodnout na následném postupu.
K dobytí a vyplenění Konstantinopole došlo 13. března 1204, události ve které se Dandolo i přes svůj vysoký věk a zdravotní stav představil v hlavní roli. Katoličtí křižáci poté získali úplnou kontrolu nad hlavním městem východní ortodoxní církve a založili zde katolický stát, Latinské císařství. Benátky dostaly tři osminy území Byzantské říše za podporu ve výpravě. Byzantská říše již nikdy nedosáhla takové moci jako před čtvrtou křížovou výpravou.
Dandolo byl natolik aktivní, že se zasadil i o výpravu proti Bulharům, ale zemřel roku 1205. Byl pohřben v chrámu Hagia Sofia v Konstantinopoli, zřejmě ve východní části. Stal se prvním člověkem, který byl v Hagia Sofia pohřben.